# Бушприт
Бушпритът (на нидерландски: boegspriet  и на немски: bugspriet ) при ветроходните съдове e наклонена греда, излизаща напред от носа. Служи за опъване на форщаговете, позволявайки на фокмачтата да бъде поставена по-напред.
При големи и високи кораби бушпритът може да има значителна дължина и към него да са прикрепени няколко форщага. Когато не се използват, кливерите се свиват, като се завързват по бушприта. В този случай екипажът трябва да работи върху бушприта, за да ги свива и приготвя.

При ранните океански ветроходи бушпритът е бил наклонен под висок ъгъл и под него на рея окачвали едно или две правоъгълни ветрила. През 17 и 18 век близо до края на бушприта е добавена вертикална шпрингова стенга, на която било опъвано още едно правоъгълно ветрило. Кливерите, опъвани по форщаговете, обаче, се оказали по-полезни за скоростта и маневреността и бушпритът бил удължен с утлегар и дори допълнително с бом-утлегар, в резултат на което съществували бушприти с огромна дължина, достигаща 30 m. При по-малки плавателни съдове, при които бушпритът не се използва за закрепване на ветрила, той често е хоризонтален. 
На някои съвременни ветроходни яхти има бушприт, на който не са закрепени щагове а се използва за носене на генакер (голямо триъгълно ветрило – хибрид между генуа и спинакер) за да се изведе по напред от грота и неговата ветрена сянка. Често тези бушприти са подвижни и могат да се прибират на палубата или в корпуса на яхтата когато не се използват.